# Antoinette Laan-Geselschap

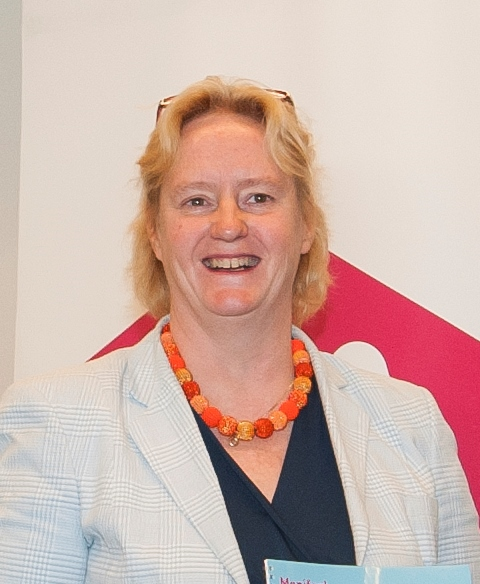
Laan-Geselschap em 2014

Antoinette José Marie Laan-Geselschap (nascida a 6 de abril de 1965, em Enschede) é uma política holandesa que serviu na Câmara dos Representantes pelo Partido Popular para a Liberdade e a Democracia (Volkspartij voor Vrijheid en Democratie) de outubro de 2017 até março de 2021. Em 2010 e entre 2014 e 2017 ela serviu no Conselho Municipal de Roterdão. De 2010 a 2014 foi vereadora de Roterdão e voltou a ser vereadora a partir de 6 de abril de 2021, desta vez na cidade vizinha de Schiedam.
Ela estudou administração pública na Erasmus Universiteit Rotterdam e foi membro do ex-executivo governamental do bairro de Kralingen-Crooswijk de 1998 a 2004.